# IJmuiden

IJmuiden en el municipio de Velsen

IJmuiden (ˌɛi̯ˈmœy̯də(n)) es una ciudad portuaria en la provincia neerlandesa de Holanda Septentrional, y es el principal núcleo de población del municipio de Velsen. La localidad toma su nombre de la bahía del IJ. Es literalmente en neerlandés boca del IJ.
En neerlandés, el nombre está formado por el dígrafo IJ, que se considera una sola letra, y por lo tanto se representa con letras mayúsculas.
Tiene una población de  48.300 (2009). Está localizada en la desembocadura del canal del mar del Norte, canal artificial creado en el siglo XIX para mejorar la comunicación entre  Ámsterdam y el mar del Norte, y se encuentra aproximadamente a 17 kilómetros al norte de Haarlem.

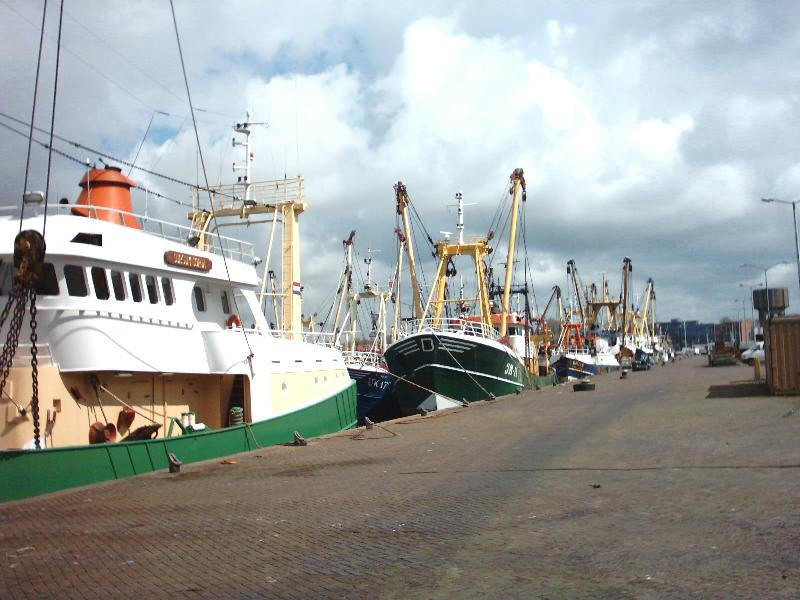
Barcos de pesca en el puerto de Ijmuiden.

Es un importante puerto pesquero en los Países Bajos. También cuenta con puertos comerciales, deportivos, astilleros y una acería perteneciente al grupo Tata.

## Historia
La investigación arqueológica ha demostrado que el sector de Velsen fue habitada en la época romana y había un puerto en el Mar del Norte relativamente importante.
IJmuiden es una ciudad relativamente nueva, que fue fundada en 1870, cuando el canal del mar del Norte se excavó. Hasta entonces, esta zona llamada entonces Breesaap Desde, era una llanura desolada con unas pocas granjas. En 1851 el sector en su conjunto fue vendido a los empresarios llamados Bik y Arnold. Se aplicó un plan que fue desarrollado en 1626. El inicio de las obras comenzó el 8 de abril de 1865.
En 1890 la población era de unos 1.500 habitantes. Este número aumentó rápidamente cuando la acería Hoogovens se establecieron aquí.
La ciudad experimentó una extensa destrucción durante la Segunda Guerra Mundial debido a su importancia marítima.